# Kolbotten

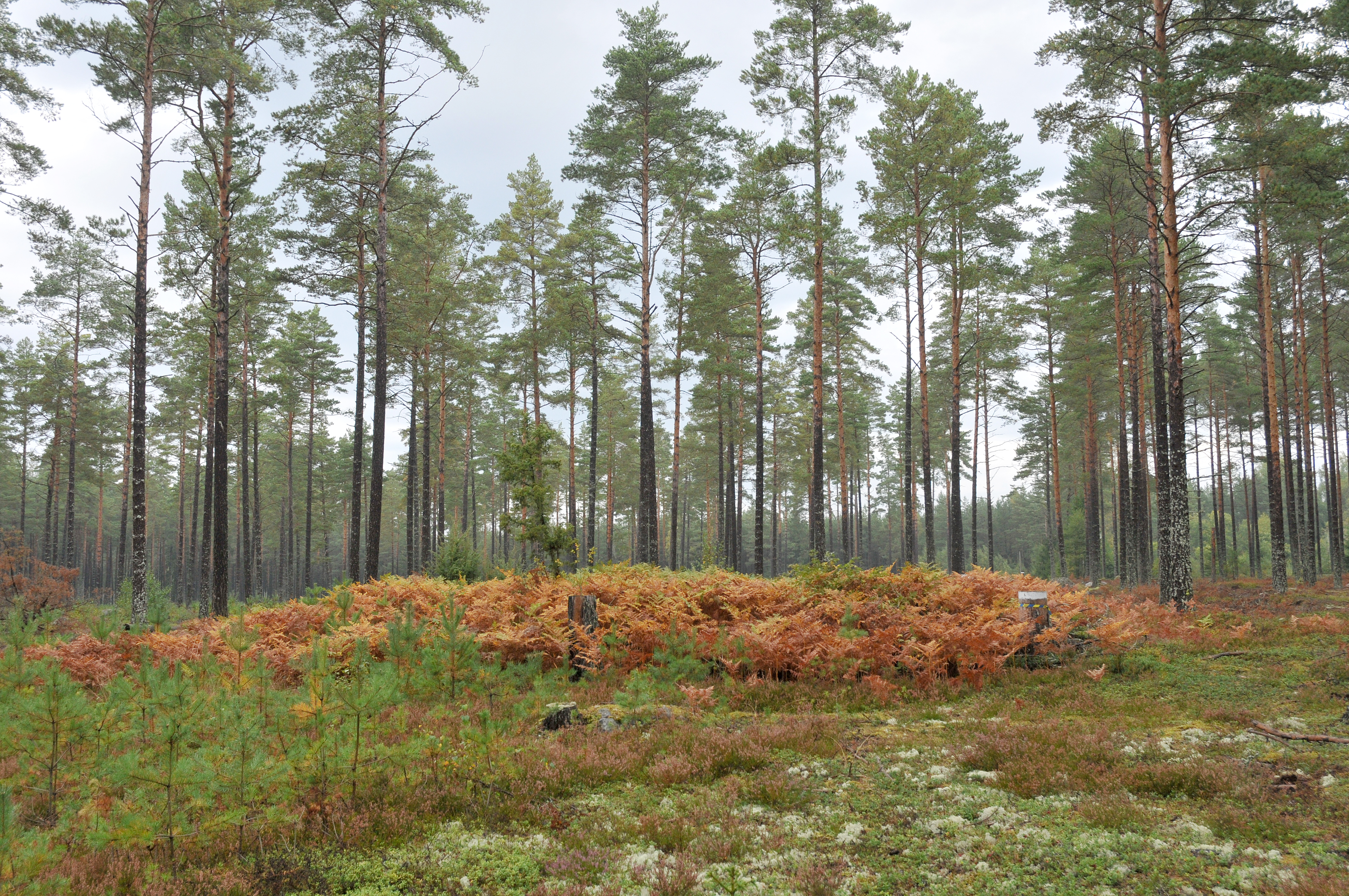
Kolbotten i Södermanland.

En kolbotten är en lämning efter en kolmila. Kolmilan lämnar i allmänhet efter sig ett tydligt spår som varar i många decennier. Botten kan antingen verka helt steril jämfört med omgivningen, helt utan växtlighet, eller ha en onormal växtlighet av någon sort – en uppseendeväckande tät klunga granar till exempel, avgränsad till en liten cirkelformad plätt i skogen, kan vara ett tecken på att platsen varit en kolmila. Enklast ser man dock kolbottnen genom att den avgränsas med ett dike eller gropar ställvis placerade runt kolbottnen. Och ofta är även kolbottnen lätt höjd över omkringliggande mark.
I anslutning till kolbottnen kan spåren av kolarkojan emellanåt skönjas i form av förhöjningar i marken. Oftast är det en u-formad "kulle" beroende på att kolarkojan oftast hade jordtäckta sidor som rasat ned efter övergivandet. Ibland ser man även stenar i kojans ena ände och då är det vanligen rester efter den nedrasade spisen vi ser. Att enstaka stora block förekommer vid spisen är också vanligt.